# U-Bahn-Station Donauinsel

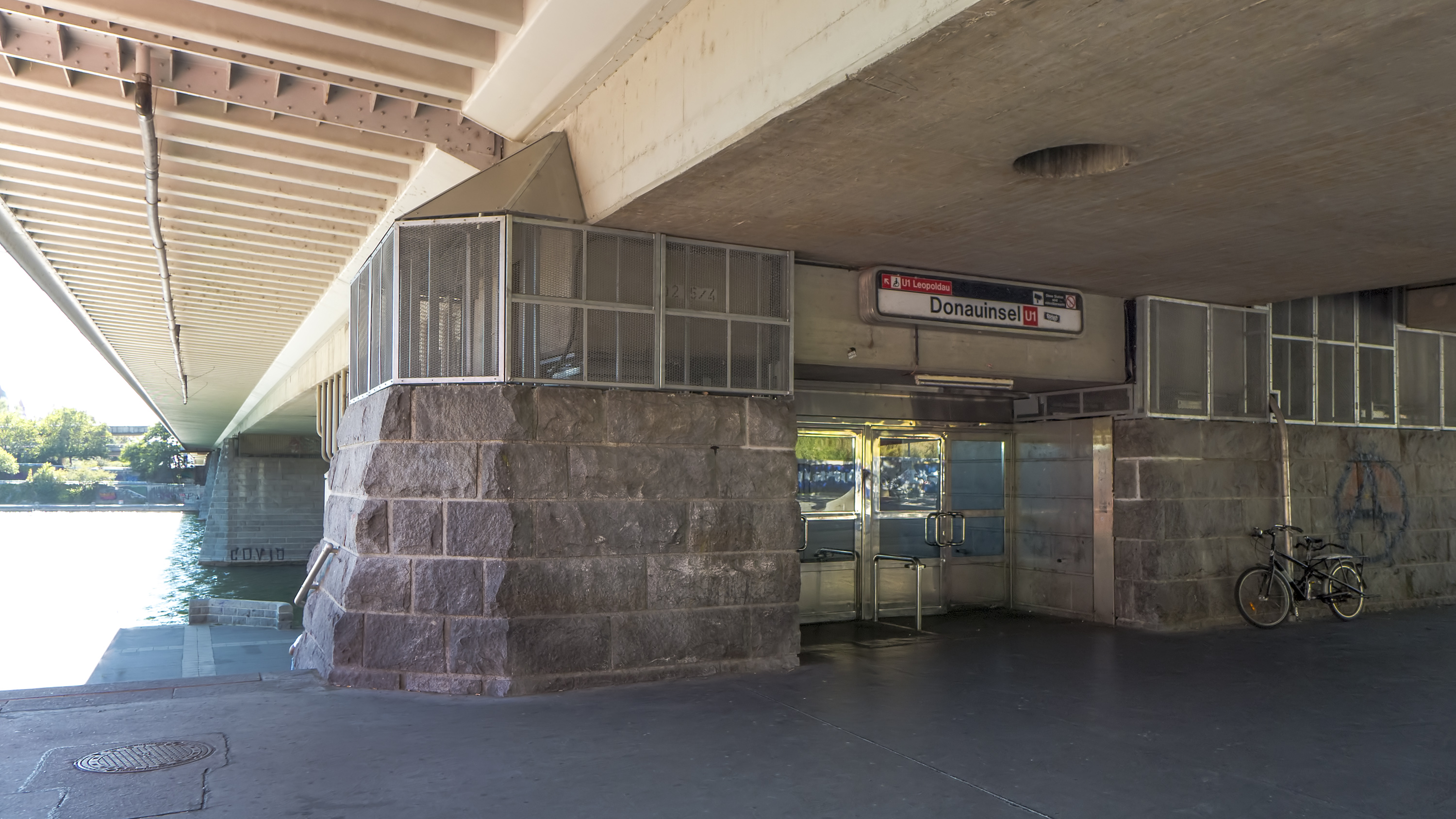
Der Eingang zur U-Bahn-Station unter der Reichsbrücke

Die Station Donauinsel der Wiener U-Bahn-Linie U1 liegt im 22. Wiener Gemeindebezirk, Donaustadt. Namensgeber ist das Naherholungsgebiet Donauinsel. Sie wurde im Zuge der Eröffnung des 5. Teilstücks der U1 am 3. September 1982 ihrer Bestimmung übergeben. Der Einsturz der „alten“ Reichsbrücke nur sechs Jahre zuvor beschleunigte den Ausbau der U-Bahn in die links (nordöstlich) der Donau gelegenen Bezirke enorm. Diesem Ereignis verdankt auch die Station Donauinsel ihre Lage und ihr Aussehen.
Die Station befindet sich in einem Hohlkasten unter der Reichsbrücke und erstreckt sich vom Ufer der Neuen Donau, dem Entlastungsgerinne, bis zur Donauinsel. Die Bahnsteige befinden sich als Seitenbahnsteige in zwei parallelen Röhren getrennt nebeneinander. Ausgänge führen am nordöstlichen Ende der Bahnsteige per fester Stiege (d. h. nicht barrierefrei) auf den Hubertusdamm (links der Neuen Donau) und am südwestlichen Ende durch ein Aufnahmsgebäude unter dem Tragwerk der Reichsbrücke direkt auf die Donauinsel. Die einzigen barrierefreien Zugänge zur Station befinden sich links bzw. rechts von den Richtungsbahnsteigen und führen auf den Fuß- und Radweg längs der U-Bahn-Einhausung. Rollstuhlfahrer können über Rampen die Donauinsel erreichen. Dieser Zugang wurde in den Jahren 2003 und 2004 während einer Generalsanierung der Reichsbrücke geschaffen. Bei dieser Gelegenheit wurde die Station auch mit Sichtfenstern auf Donau und Donauinsel ausgestattet.
In der näheren Umgebung befinden sich die saisonalen Lokal- und Vergnügungsmeilen Copa Beach am linken Ufer der Neuen Donau und Pier 22 (bis 2024 Sunken City) auf der Donauinsel zwischen Neuer Donau und Donaustrom.

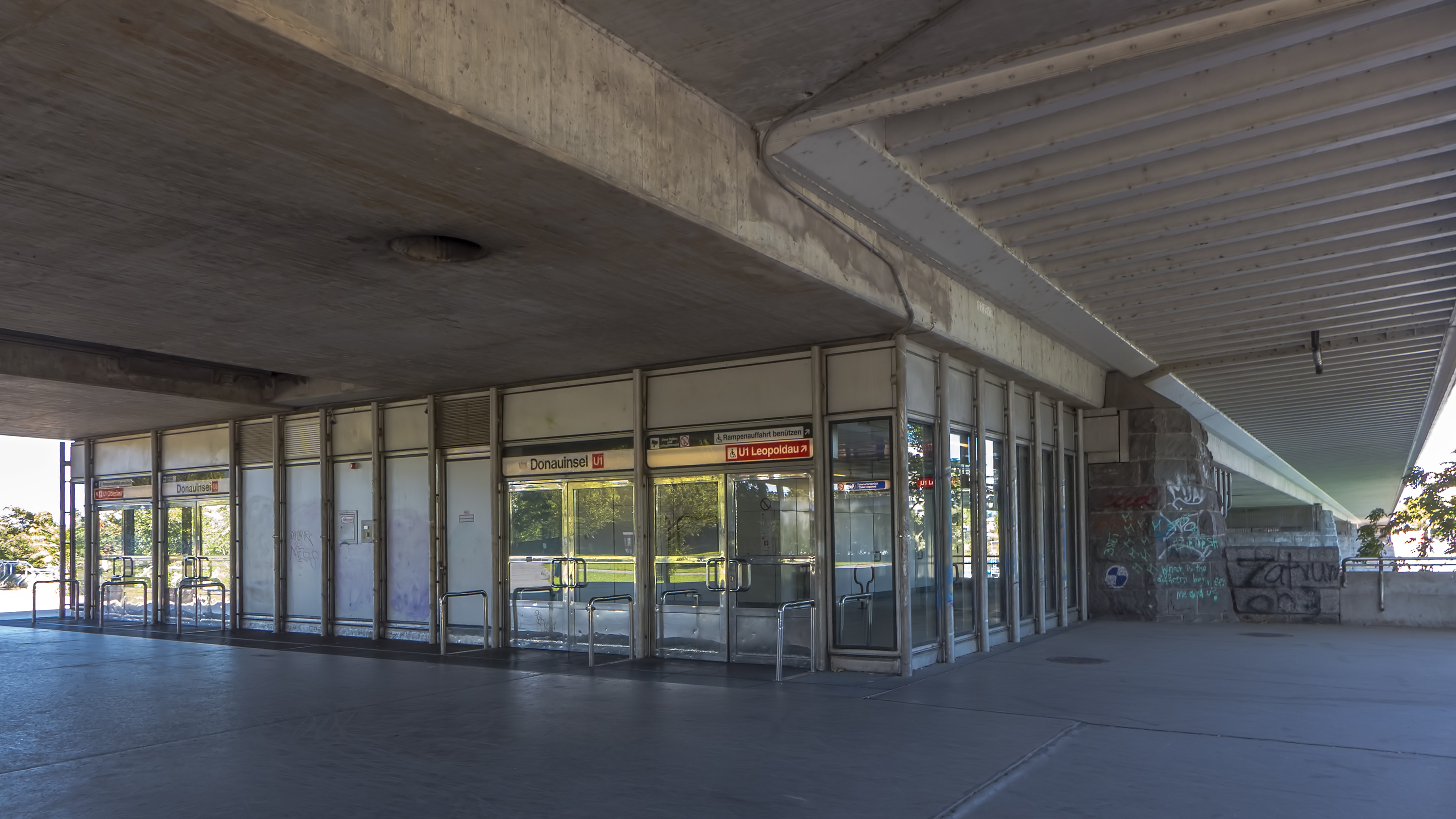
Das Aufnahmsgebäude unter der Reichsbrücke
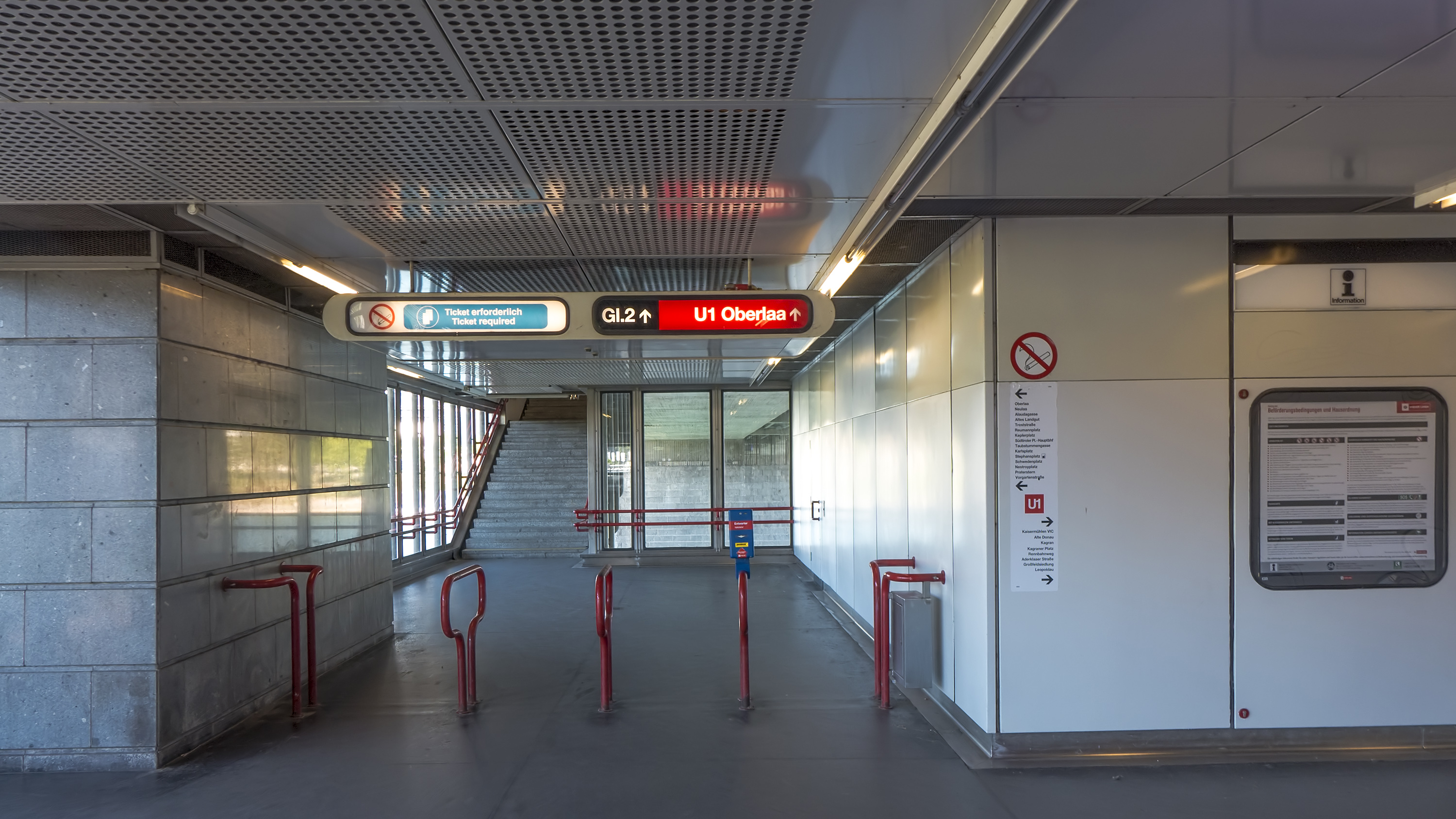
Das Aufnahmsgebäude innen
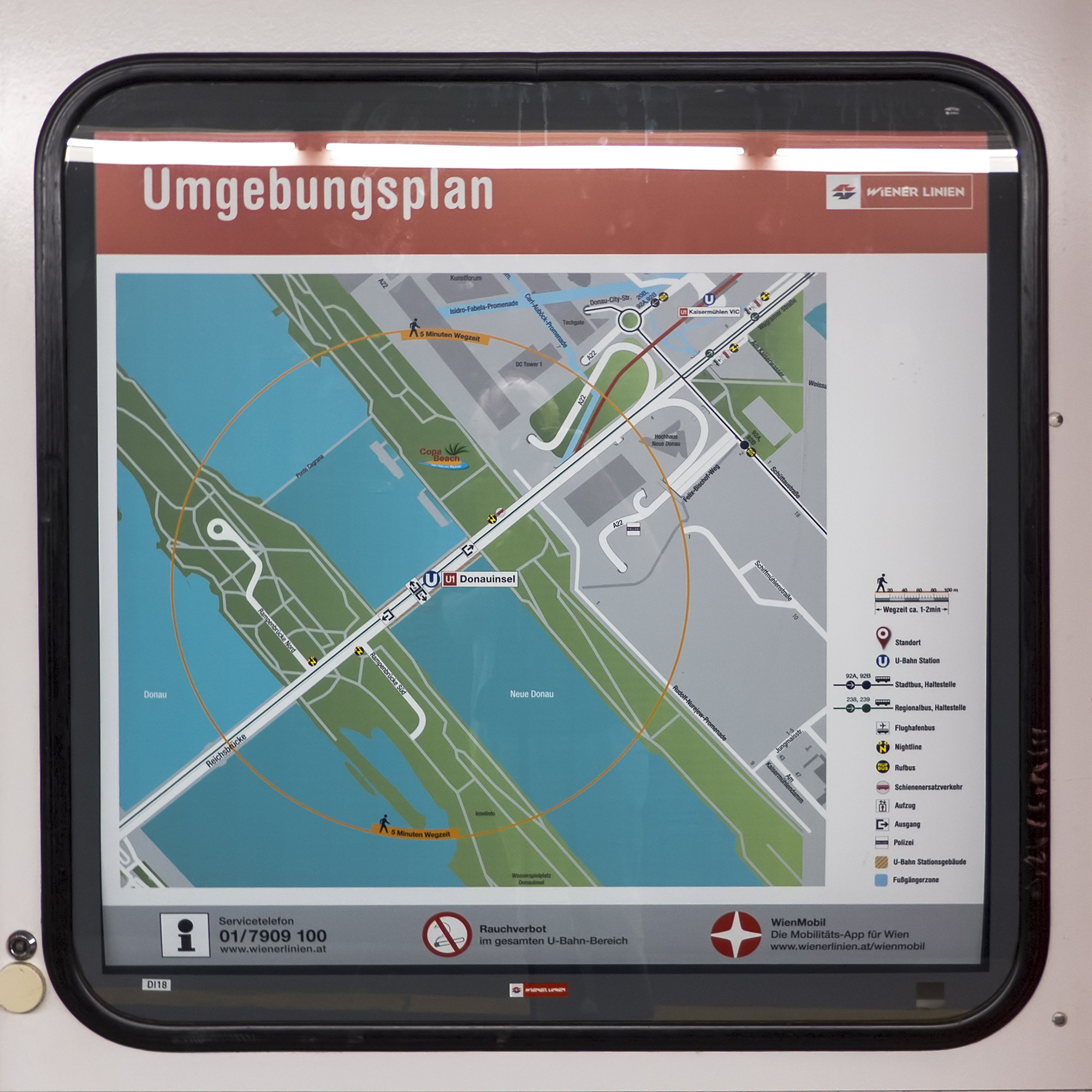
Umgebungsplan